# 대한민국의 성 불평등
대한민국의 성 불평등은 대한민국에서 남성과 여성이 직면하는 불평등한 기회와 대우를 의미한다.
대한민국의 경제와 정치 부문에서 특히나 성 불평등이 만연한 반면, 건강과 교육 부문에서는 개선되는 경향을 보인다.

## 성평등 지수
성 불평등을 계산 및 측정하는 다양한 방법에 의해 대한민국의 성 불평등 순위는 각 보고서에 따라 매우 다르다. 2017년 유엔 개발 계획(UNDP) 성 불평등 지수(Gender Inequality Index)에서 대한민국은 160개국 중 10위였으나, 같은 해 세계 경제 포럼의 국제 성별 격차 보고서(Global Gender Gap Report)에서는 144개국 중 118위였다. Branisa et al은 2013년, 그의 연구에서 글로벌 성별 격차와 같은 지수는 '결과 중심적' 경향이 있으며, 이는 그들이 조직 내에서의 성 불평등과 건강 상의 성 불평등에 초점을 맞춘다는 것을 의미한다고 설명한다. 사회 제도 및 성별 지수(SIGI)와 같은 지수는 법과 규범과 같은 성 불평등의 기원에 초점을 맞춘다. 한국은 OECD 국가 중 SIGI 만점을 받지 못한 세 국가 중 하나다. SIGI가 한국에 전반적인 순위를 부여하지는 않았으나, 한국은 차별적 가족법에 대해서는 매우 낮은 수준, 시민적 자유의 제한에 대해서는 낮은 수준, 자원과 자산에 대한 제한에 대해서는 중간 수준으로 평가하였다.
2010년, 한국인의 93%가 여성은 남성과 동일한 권리를 가져야 한다고 생각한다고 응답했다. 그 중 71%는 양성평등이 달성되기 전에 더 많은 변화가 필요하다고 생각했다.
2020년 세계 성별 격차 보고서 중 대한민국의 지표별 순위
| Subindex                               | Rank (out of 144 countries) | Score (0 = imparity, 1 = parity) | Average Score |
| -------------------------------------- | --------------------------- | -------------------------------- | ------------- |
| Economic Participation and Opportunity | 127                         | 0.555                            | 0.582         |
| Educational Attainment                 | 101                         | 0.973                            | 0.954         |
| Health and Survival                    | 1                           | 0.980                            | 0.958         |
| Political Empowerment                  | 79                          | 0.179                            | 0.239         |

2020년 보고서에서 건강과 생존 지표는 1위로 매우 개선되었으며, 정치적 권한 부여 또한 2006년(본 연례보고서 첫 발간일)에 비해 개선된 모습을 보인다. 다만 일부 하위 지표(건강과 생존, 교육, 경제참여와 평등)는 2006년에 비해 하락했다. 다른 나라에 비해 한국은 정치적 권한 부여(79위)에 이어 교육적 성취도(101위), 경제 참여와 평등(127위)에서도 낮은 점수를 받고 있다.

2020년 세계 성별 격차 보고서 중 대한민국의 여성 대 남성 비율
| Indicators                            | 대한민국의 여성 대 남성 비율 | 평균 여성 대 남성 비율 |
| ------------------------------------- | ---------------------------- | ---------------------- |
| 유사 노동에 대한 동일 임금            | 0.551                        | 0.613                  |
| 예상 근로 소득                        | 0.476                        | 0.499                  |
| 국회의원, 고위 공무원 및 관리자       | 0.108                        | 0.356                  |
| 3차 교육기관 입학                     | 0.791                        | 0.931                  |
| 여성 국회의원                         | 0.200                        | 0.298                  |
| 여성 장관                             | 0.285                        | 0.255                  |
| 여성이 국가 원수였던 해(최근 50년 간) | 0.104                        | 0.190                  |

## 역사
한국의 성 불평등은 대체로 유교 사상에 뿌리를 두고 있으며, 일본군 '위안부'와 박근혜의 스캔들과 같은 역사적 관행 및 사건에 의해 강화되었다. 그러나, 현대 한국은 입법과 정책 입안을 통해 성 불평등을 줄이려는 노력에 있어 큰 진전을 이뤘다.

### 유교
유교는 한국 사회에 오랜 영향을 끼친 사회정치적 철학이자 신념 체계다. 중국에서 유래된 유교는 한 왕조 이후의 성에 관한 주류 담론을 정의했으며, 그 결과 차후 유교의 가르침을 채택한 한국, 일본, 베트남 등의 성 인식에 큰 영향을 미쳤다. 이는 4세기에 한국에 처음으로 들어왔고 조선 시대에는 성리학이 국가의 이념으로 채택되었다.
유교는 균형 있고 조화로운 사회를 만들기 위해 사회적 질서의 중요성을 강조하는 사상이다. 이 질서는 인간관계를 설명하는 핵심적 열쇠인 오륜(군신유의, 부자유친, 부부유별, 장유유서, 붕우유신)으로 서술된다. 각 관계의 역할 또한 개별 직무로 규정되어 있다. 남편과 아내의 관계에서 남편은 가족의 생계를 책임져야 하며, 아내는 집에 머무르며 아이들을 양육하고 가정을 지켜야 한다. 삼강은 오륜의 연장선으로 이후 유교 문헌에 나타나며, 다음과 같은 관계의 자연적 위계를 강조한다-지배자는 지배받는 자 위에 있고 아버지는 자식의 위에 있으며, 남편은 아내 위에 있다. 이 유교적 핵심 원칙은 여성의 남편에 대한 복종적 역할을 강조한다.
유교 문학의 또 다른 핵심적 가르침인 삼종사덕은 여성의 예속에 직접적으로 영향을 미친다. 삼종사덕은 여성이 사회에서 어떻게 행동해야 하는가에 대한 지침이다. 여성이 '결혼 전에는 아버지에게, 결혼 후에는 남편에게, 남편이 죽은 뒤에는 아들에게'(삼종) 사덕(네 가지 덕목. 성적 도덕성, 바른 말씨, 겸손, 근면)으로 복종해야 한다는 의미다.
조선 시대는 불교에서 유교로 사회가 이행함에 따라 사회적 성 역할에 특징적인 변화가 있었다. 이는 결혼 제도와 친족이 모계보다는 부계가 되는 결과를 낳았다. 남편의 역할은 아내의 것보다 우월하게 평가되면서 남성은 상속 문제 뿐만 아니라 이혼할 권리 또한 국가와 남성 자신에게만 주어졌다. 남편은 칠거지악(여성의 일곱 가지 죄: 시부모에 대한 불복종, 아들을 낳지 못함, 간통, 집안의 다른 여자들에 대한 질투, 심각한 질병, 도둑질, 시끄럽게 떠드는 것)에 따라 이혼을 승인받을 수 있었다.

### 군 '위안부'

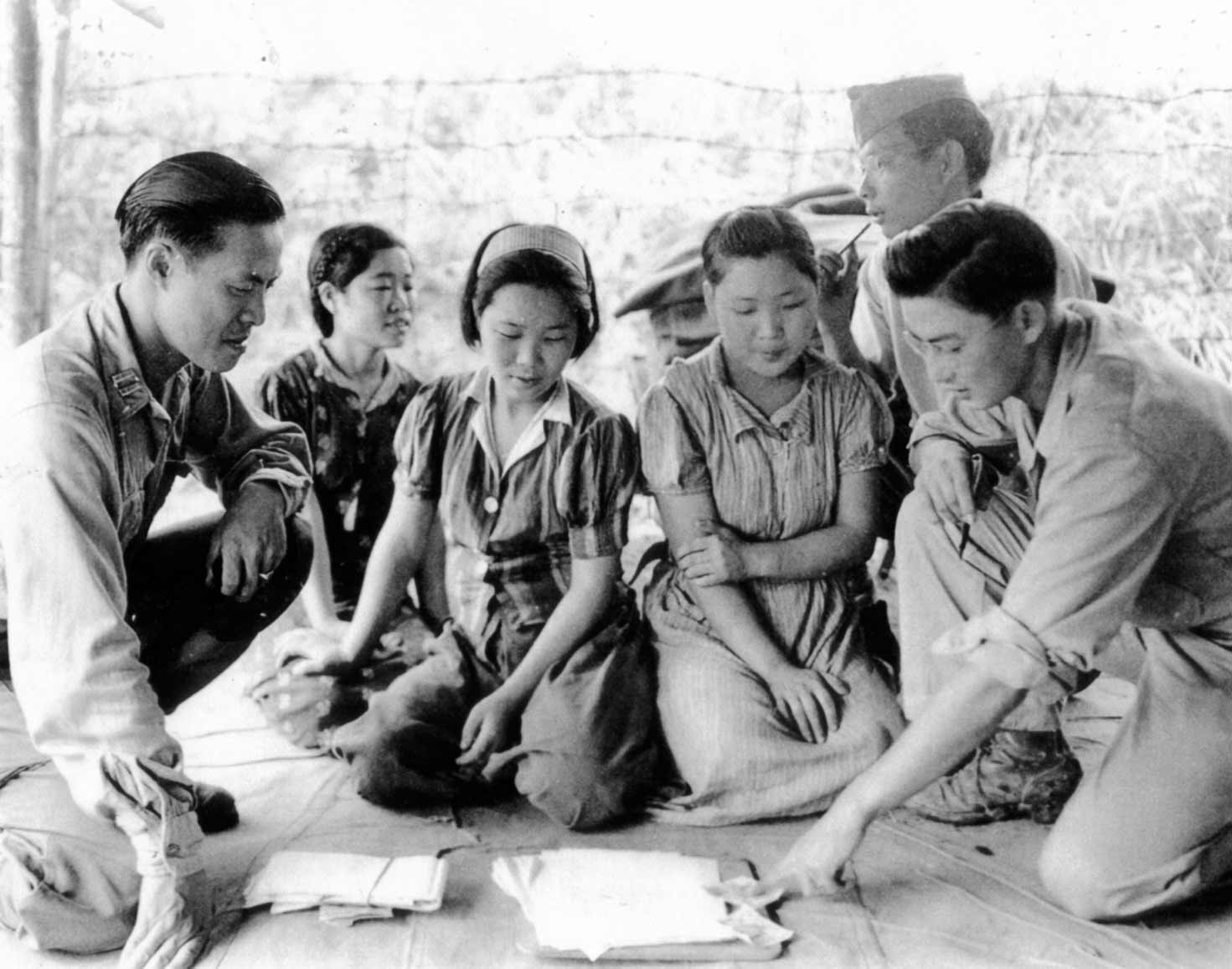
1944년, 미군에게 심문을 받는 한국 '위안부' 여성들

근대사에서 대한민국 여성은 군의 성노예로 동원되었다. 제 2차 세계대전 동안 수천 명의 젊은 한국 여성은 일본군의 '위안부'가 되도록 강요받았다. 한국전쟁 동안 미국은 이보다 더 많은 백만 명 이상의 한국 여성을 군사 매춘을 위해 징집했다. 한국학 저널의 저자인 한주희와 천지혜에 따르면, 군의 기득권은 여성성-남성성, 나약함-강인함, 피지배자-지배자라는 젠더화된 관념을 장려함으로써 여성에 대한 체계적인 차별에 의존하고, 이를 정당화해왔다. 이들은 군 성노예제가 대한민국의 성 불평등을 영속하는 가부장적 사상에 기여했다고 믿는다.
더불어, 이 여성들은 폭력과 성차별의 피해자다. 유럽의 여성학 저널에서 저자 Yonson Ahn은 하위 계급 군인이 성적 학대의 형태로 '위안부' 여성에게 폭력을 가하는 것은 고위 계급 군인의 가혹한 대우에 대응하는 하나의 방법이라고 말한다. Ahn의 표현에 따르면 군인들은 폭력을 연습하고 그들의 남성성을 강화하기 위해 '그림자 가족(shadow faimily)'을 가지고 있었다.

### 법
한국의 민주화 이후 여성운동의 수는 크게 증가했다. 20세기 후반, 한국의 정부는 성 평등 의제를 다음과 같은 입법 행위를 통해 다루기 시작했다.
- 남녀고용평등법(1987)[23]
- 고용평등 및 일·가정 양립에 관한 법률(1989)[25]
- 모자복지법(1991)[26]
- 성폭력범죄의 처벌 및 피해자보호 등에 관한 법률(1993)[26]
- 여성발전기본법(1995)[26]
- 가정폭력방지 및 피해자보호 등에 관한 법률(1997)[26]

2005년, 여성가족부가 신설되고 호주제가 폐지되었다. 정책입안과 정부의 성평등은 지난 몇십년동안 개선되었으나, 노동 시장의 성평등과 성별 분업의 개선은 정체되어 있다.

### 정치

#### 여성 대통령

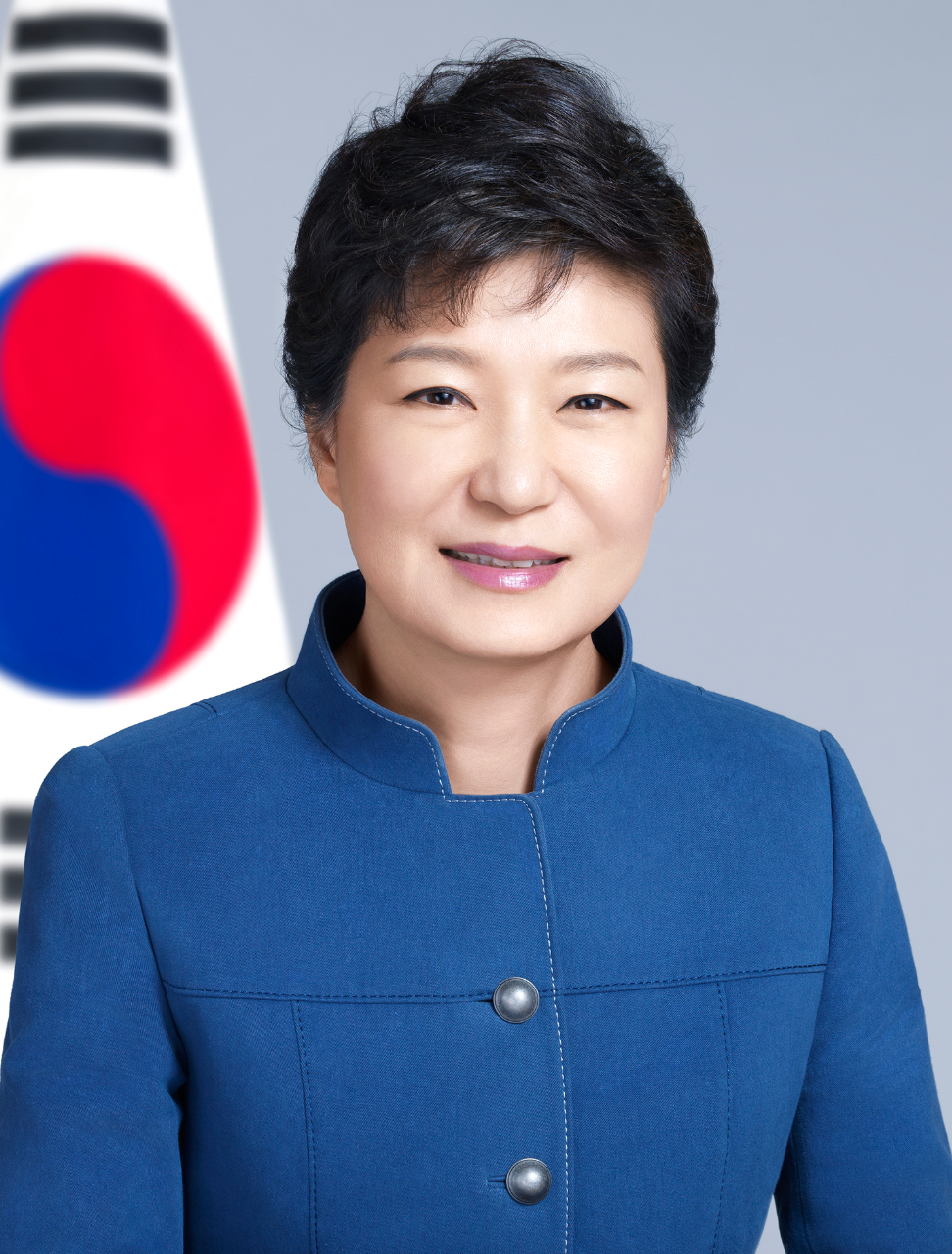
박근혜

비록 1948년에 여성이 투표권과 참정권을 얻었지만, 대한민국 정치계에서 여성은 역사적으로 저평가되어왔다. 2012년, 박근혜가 대한민국 최초의 여성 대통령이 되었을 때, 많은 사람들이 선거 결과를 한국의 성평등을 위한 승리로 보았다. 4년 후 박근혜-최순실 게이트와 탄핵은 여성 대통령 당선이 이룬 진보를 무효화했고, 다수가 여성 정치에 대한 회의를 드러냈다. 그러나 박근혜를 여성 정치인으로 볼 수 있냐에 대해 전문가들은 회의적인 태도를 보인다. 전문가들은 박근혜가 젠더를 보수 정치의 기회주의에 활용해 정치적 문제를 젠더의 문제처럼 포장했다고 평가했으며, '준비된 여성 대통령'이라는 슬로건은 악세사리로 활용했을 뿐 성공 요소는 박정희의 딸이라는 자산이었다고 평가한다.

## 직업적 불평등
한국의 직업적 불평등은 선진국 중 이례적으로 높다. 이러한 유형의 불평등은 한국의 임금 격차, 고용률, 종사 업종의 분리, 육아 휴직 관련 통계에서 확인할 수 있다.

### 성별 임금 격차
2001년, Monk-Turner는 다른 모든 것이 동등할 때, 남성은 비슷한 기술을 가진 여성들보다 33.6%~46.9%높은 임금을 받는다고 보고했다. 2017년, OECD는 2017년 한국에 OECD 전체 국가 중 성별 임금 격차 최하위 순위를 매겼다. 이 순위는 2000년 OECD가 해당 순위를 처음 발표한 이후 전혀 개선 되지 않았다. 한국의 성별 임금 격차는 34.6%이며, OECD 평균은 13.1%다. 비록 다른 OECD 국가들에 비해 개선 속도가 느리기는 하나, 2017년의 성별 임금 격차는 2000년에 비해 7% 개선되었다. 한국의 성별 임금 격차는 "산업화된 국가들 중 가장 나쁘다"고 평가된다. 한국은 또한 2020년, 이코노미스트가 발행한 유리 천장 지수에서 8년 연속 최하위를 기록했다. 유리 천장 지수는 임금 격차, 노동 참여율, 출산/육아휴가 권리 등의 10가지 지표에 대한 국가 실적에 의해 결정된다.

### 고용 성차별
여성은 저소득, 비정규직 일자리를 가지는 경향이 있으며 직장 내 고위 관리직이 되지 못하는 경우가 많다. 그러나 대한민국의 여성에 대한 고용 기회는 지난 수십년 간 꾸준히 증가하고 있다. 6.25 전쟁 이전 여성고용률은 30% 미만이었다. 2018년 경제 조사에서 OECD는 한국의 여성 고용률을 OECD 전체 평균(59.3%)보다 낮은 약 56.1%로 추정했다. 남성 고용률은 75.9%로, OECD 전체 평균(74.7%)보다 약간 높다.
2013년, Patterson과 Walcutt은 보고서에 "직장 내 성 불평등은 법 집행의 부족, 약한 처벌 시스템, 여성들의 현상에 대한 암묵적 수용, 성차별을 허용하는 한국의 전통적인 사고방식에서 비롯된 조직문화 문제, 많은 회사들의 EO(Equal Opportunity, 균등한 기회) 규제에 대한 일반적 지식의 부족에 의해 나타난다"고 기술하였다.
이에 더해 사회적, 가족적으로 여성에게 주요한 돌봄노동을 제공할 것을 기대한다. OECD는 "여성은 임신을 하게 되면 노동 시장에서 빠지는 경향이 있으며, 이는 부분적으로 고품질의 영유아 교육 및 돌봄기관의 부족의 영향이 있다."고 설명했다. 1970-1980년대에 여성들은 가족 형성 단계에서 바로 노동시장을 떠났다. 현재, 그들이 노동시장을 떠나는 시기는 임신 직후 혹은 임신 중으로 늦춰졌다. May는 이러한 추세는 여성의 경제적 독립 증가에 의한 것일 수 있다고 지적한다.
여성 경제 포럼에 따르면, 한국은 여성의 경제 참여와 기회에 있어 149개국 중 124위다. 여성들은 구직 과정에서 그들의 결혼 여부, 자녀 계획에 대한 질문에 빈번하게 직면하며, 심지어 '남성 중심적' 분야의 직업은 그들에게 적합하지 않다는 제안까지 받게 된다.
OECD 국가들의 평균 임금 격차가 13.8%인데 비해, 한국은 35%의 높은 임금 격차를 보인다. 그리고 한국의 유리 천장은 기업 이사회 및 리더십 역할 모두로 확대된다.

### 시간제 고용
여성 고용률이 증가하고 있음에도 불구하고, 한국의 노동 시장은 여전히 성별에 의하여 정규직-비정규직 및 산업적으로 강하게 분리되어 있다. 2017년, 한국의 여성들은 정규직의 39.5%를 차지했으며 이는 시간제 고용에서 여성이 62.7%를 차지한 것과 대조된다. 상대적으로 여성의 시간제 고용률이 높은 것은 여성이 가정의 의무와 육아를 책임져야 한다는 한국의 전통적인 유교적 성 역할의 영향이 있다. 2002년, OECD가 분석한 것처럼 시간제 고용은 여성이 직업과 가사의 조화를 이룰 수 있게 한다.

### 산업적 분리
한국의 성 불평등은 정규직과 시간제 고용률의 차이 외에도, 산업적 분리를 통해 드러난다. 1994년, Monl-Turner는 "농업과 생산이 전체 여성 노동자 중 66.3%를 흡수했다." 그리고 "나머지 29%는 사무직, 영업 또는 서비스 근로자다."라고 서술했다. 2017년, 국제노동기구(ILO)의 통계에 따르면 농업 부문의 고용은 여성과 남성 모두 약 5%로 감소했다. 여성은 서비스 직종에 82.1%가 집중되어 있으며, 제조업에 11.5%, 건설에 1.4%가 종사한다. 남성의 61.9%가 서비스업에 종사하고, 20.8%가 제조업, 11.2%가 건설업에 종사하는 것과는 대조된다.
20년 간 농업에서 멀어지는 국가적 경향을 제외하면 여성 노동 인구는 특정 산업에 고도로 밀집된 반면, 남성에게는 동일한 패턴이 적용되지 않는다. 게다가 2018 OECD 경제 조사에 따르면, 기업가적 영역에서 "여성 기업가들이 보건, 사회복지, 숙박 및 식당, 기타 개인 서비스 및 교육 서비스 등 기초 생활 분야에 집중되어 있다. 이는 부분적으로 여성의 금융 및 학력에 대한 접근이 더 제한적임을 반영하고 있다."는 것이 관찰되었다.

### 육아 휴직
비록 대한민국이 12주의 출산 휴가와 OECD 국가들 중 가장 긴 53주라는 유급 육아 휴직 기간을 제공하지만, 한국의 기업 내에서 실제로 이 휴가를 활용하는 것은 매우 드문 일이며 비공식적으로 꺼리는 분위기가 형성되어 있어 여성들은 출산 후 직장에서 쫓겨나게 된다. 결과적으로 일하는 부모-특히 여성(워킹맘)은 상대적으로 육아 지원을 적게 받는다.
한국에서 육아와 경제적 부문은 주로 사적 영역으로 여겨졌으나, 이에 대한 공적 기반(육아 휴직 및 육아 프로그램 개발 등)이 서서히 자리를 잡고 있다.

## 가정 내 성 불평등
유교적 가족의 가치는 남성이 "남성적인" 일을 하고, 여성은 "여성적인" 일을 할 것을 기대하는 전통적 성 역할을 지지한다. 주로 남성이 가장이 될 것으로 예상되기 때문에, 여성의 역할은 아내, 어머니, 가정부로 정의하는 문화적 경향이 강하다. 1998년, 한국여성개발원의 조사에 따르면 대부분의 한국 여성은 그들의 집에서 가사를 전담하는 것으로 나타났다.
가정 내 불평등의 결과로, 한국 여성의 결혼 시기가 늦춰졌고 출생률이 감소했다. 전략국제연구센터(CSIS)의 2007년 연구 결과에 따르면 이러한 추세는 "다양한 방면에서 세계 최악이다. 한국은 그 어떤 선진국보다도 낮은 출생률과 여성 노동 참여율을 보인다. 한국의 25~54세 여성의 노동 참여율이 60%인 반면, 미국은 75%, 유럽 연합은 76%다." 자녀를 갖는 것은 필수라고 응답한 한국 여성의 비율은 1991년 90%에서 2000년 58%로 감소했다. 이 연구는 전통적인 한국 가정 및 직장 문화는 매우 낮은 출생률로 인한 심각한 경제적, 사회적 문제를 예방하기 위해 변화할 필요성이 있음을 시사한다.

## 3차 교육 기회 불평등
20세기부터 현대까지 여성을 위한 3차 교육 접근성은 증가했지만, 3차 교육을 받은 남성 대비 여성의 비율은 선진국들에 비해 상대적으로 낮은 수준을 유지하고 있다. 남성 중심적인 노동 시장, 자녀 교육에 대한 부모의 엄격한 관리로 인해, 3차 교육을 받은 여성은 자신의 진로를 추구하기보다 자녀를 훈련하는 도구로 교육을 이용하게 되었다. 비록 대한민국 25-34세 여성의 74.9%가 3차 교육을 마쳤지만(이 수치는 OECD 평균인 50.7%보다 훨씬 높다.), 대한민국의 3차 교육을 마친 여성의 고용률은 OECD 국가 중 최하위다.
초등 및 중등 교육에서 STEM(과학, 기술, 공학, 수학) 분야에 재능 있는 여성의 참여 증가를 촉진하고 있다. 3차 교육 기관은 더 많은 여성을 수용하도록 권고를 받고 있다.

## 일상생활 속 성 불평등
전통적 사상 속 여성성은 여성과 남성의 성 불균형을 통해 구축되며, 일상생활 속에서 드러난다.

### 애교
예를 들어, 여성은 친구와 동료에게 애교를 부릴 것을 요구받는다. 애교는 귀여워 보이기 위한 표정, 행동, 목소리 톤 등의 특징으로 대표되는 어린아이 같은 행동이다. 이러한 행동은 여성은 물론 남성에게서도 나타날 수 있지만, 일반적으로 애교를 요구받는 것은 여성이다. 여성들은 '분위기를 밝히기 위해' 직장에서 애교를 자주 요구받으며, 직장에서 애교를 부리는 여성이 더 쾌활하다고 인식된다. 여성이 쾌활하다고 여겨지기 위해 귀엽고 섬세하게 보여야 할 필요가 있다는 것은 일상 생활 속 성 불평등의 예시다.

### 탈코르셋 운동
일상적인 불평등과 여성성에 대한 기준은 대한민국의 여성들의 '탈코르셋' 운동에게 도전받고 있다. 여성은 많은 상황에서 긴 머리, 메이크업, 실루엣이 드러나는 옷 등을 요구 받지만, 남성에 대한 기대는 엄격하지 않다. '탈코르셋' 운동은 여성이 패션 및 미용 산업을 보이콧 하도록 장려함으로써 이에 대응한다. 이 운동은 2015/2016년에서 2017/2018년 사이 성형수술 산업 수익 644억 원, 화장품 매출 535억 원 감소를 이끌어 냈다.

## 미디어 속 성 불평등
성 불평등에 대한 담론은 여성 및 남성 유명인이 직면하는 이중 잣대로 인해 한국 미디어에서 점점 더 널리 퍼지고 있다. 몇몇 스타들이 이 문제에 대해 언급했으며, 여성 유명인이 남성보다 더 심한 반발에 직면하는 경향이 있다.

### 성 불평등에 대한 미디어 담론
대한민국의 미디어에서, 여성 K-pop 가수들과 배우들은 성 불평등에 대해 발언할 경우 종종 가혹한 비판을 받는다. 예를 들어, 레드벨벳의 아이린은 대한민국 여성의 일상적인 성차별 경험에 대한 책인 82년생 김지영을 언급한 결과 그녀는 아이린의 사진이 담긴 굿즈를 불태우는 등 남성 팬들의 역풍을 맞았다. 한편, 아이린의 언급 이후 82년생 김지영의 판매율은 104% 증가했다.
82년생 김지영은 강남역 살인 사건이 일어난 불과 몇 달 후 출판되어, 발매와 동시에 많은 논란을 불러 일으켰다. 방탄소년단의 RM 또한 이 책을 읽고 감상을 남겼으나, 여성 아이돌 만큼 많은 역풍을 맞지 않았다. 해당 책은 후에 영화로 제작되었으며, 그 역시 남성 대중으로부터 많은 증오를 받았다.
최근, 미디어의 재현에서 성 불평등에 대항하기 위해 힘쎈여자 도봉순, 검색어를 입력하세요 WWW 등 많은 한국 드라마들은 강한 여성 캐릭터를 포함하기 시작했다. 이것은 기존의 전형적인 '캔디' 이미지(부자 남자주인공과 사랑에 빠지는 가난하지만 긍정적인 소녀)와 대조되는 큰 변화다.

### K-pop 산업의 표준 체형
아이돌의 몸에 대한 상품화와 아이돌 팬 문화를 둘러싼 관행은 여성의 미적 기준을 불균형하게 반영하며 아이돌의 성애화를 가능하게 만들었다. 여성 아이돌의 몸은 팬과 산업의 전문가 양측으로부터 세밀하게 관찰 및 분류 당했다. 이 문제는 유튜브와 트위터 등 디지털 미디어의 대중화 및 아이돌 콘텐츠의 접근성 증가로 인해 악화되었다. 특히 여성 아이돌의 경우, 대중으로부터 받는 외모에 대한 인정이 성공에 점점 더 큰 영향을 미치고 있다.
2020년, 20%의 젊은 한국 여성이 성형 수술을 받은 가운데, 여성 아이돌에게 투영된 기준은 불평등의 문화적 관행과 사회적 성 역할 간의 역사적 불평등을 심화한다. 여성 아이돌에게 부과되는 적정 체중 수준인 '50kg 룰'은 대표적인 사례로, 이는 모든 여자 아이돌이 필수적으로 따라야 할 기준으로 여겨진다. 아이유와 f(x)의 멤버 등은 공개적으로 드라마틱하게 체중을 감량하는 방법을 이야기 하기도 했다. f(x) 루나의 최저 몸무게는 40kg이었고, 그녀는 하루의 3리터의 차만을 마시며 일주일 만에 8kg을 감량한 적이 있다.
극단적인 다이어트는 모든 K-pop 아이돌의 표준처럼 여겨지지만, 특히 한 드라마에서 "만약 여성이 50kg이 넘는다면, 그녀는 제정신이 아닐 것이다."라는 대사가 나온 뒤로 미디어에서 여성 아이돌의 체중 감량에 대한 관심이 집중되고 있다. 2016년 여성가족부의 조사는 한국의 18세 미만 여성 72%가 체중 감량이 필요하다고 느낀다고 밝혔으며, 이는 남성의 두배였다. 아이유와 에일리 등 많은 여성 연예인들이 섭식장애를 고백했으며, 김율리 박사는 비슷한 연구에서 한국 여성 3분의 1이 섭식장애를 겪는 것으로 예상된다고 주장했다. 최근 트위터 등의 SNS를 중심으로 거식증에 찬성한다는 뜻의 '프로아나(Pro-anorexia)'라고 스스로를 지칭하며 극단적인 다이어트 팁을 공유하는 현상이 사회문제로 거론되고 있다.

## 젠더 폭력
젠더 폭력은 성별 간의 불평등한 권력 관계가 발현된 결과다. 젠더 기반 범죄는 성 불평등에 의지하며 여성을 더욱 종속적인 지위로 밀어넣는다. 여성에 대한 폭력은 전 세계적인 문제로, 현대 한국 사회에 계속해서 퍼져 나가고 있다. 한 사례로, 대한민국에서 여성은 통계적으로 살인과 데이트 폭력, 친밀한 관계에 의한 폭력(Intimate Partner Violence)의 피해자가 될 가능성이 더 높다. 2019년, 1.8일마다 적어도 한 명의 여성이 남성 파트너에 의해 살해되거나 살해당할 뻔 한 것으로 추정되었다. 2016년에 일어난 강남역 살인사건은 한 남성이 일면식 없는 여성을 살해한 사건으로, 범인은 '평소에 여성들이 나를 무시해서 범행을 저질렀다.'고 진술했다. 이 사건은 한국 사회 내 여성에 대한 폭력 문제를 조명했고, 성 불평등과 여성 혐오에 대한 담론의 확대를 불러일으켰다. 많은 한국 여성들은 해당 사건에 대한 추모를 계기로 성 불평등에 맞서 싸우기 위해 단결했다.

## 같이 보기
- 한국의 여성
- 한국의 여성주의
- 대한민국의 여성 운동
- 대한민국의 성소수자 권리
- 대한민국의 역사
- 몰카